# Phare d'Ashkelon (Marina)
Le feu d'Ashkelon est un phare actif situé à l'extrémité de la digue principale de la Marina d'Ashkelon dans le District sud de l'État d'Israël, sur la côte méditerranéenne.
Identifiant : Amirauté : N5970.1 - NGA : 113-21272.1 .
|                           |
| Digue et feu de la Marina |

|        |
| Le feu |

### Lien connexe
- Liste des phares d'Israël